# Djalma Bom
Djalma de Souza Bom (Medina, 29 de março de 1929) é um sindicalista e político brasileiro. Um dos fundadores do Partido dos Trabalhadores (do qual foi presidente estadual da sigla em São Paulo), Djalma Bom foi deputado estadual, federal e vice-prefeito de São Bernardo do Campo.

## História
Nascido em Minas Gerais, Djalma de Souza Bom migrou com sua família para São Bernardo do Campo no final dos anos 1940. Ali, formou-se operário em um curso profissionalizante e ingressou na recém-aberta unidade da Mercedes-Benz. Após exercer diversas funções na fábrica, foi promovido a inspetor de qualidade na seção de blocos de motores.

### Sindicalismo
Djalma Bom ingressou no Sindicato dos Metalúrgicos do ABC em 1963, tornando-se ativo naquela organização apenas no início dos anos 1970, quando concluiu seus estudos em uma turma de educação para adultos promovida pelo sindicato.  Em 1975 foi eleito tesoureiro do sindicato na gestão de Luiz Inácio da Silva (Lula)   e participou da organização das Greves de 1978-1980 no ABC Paulista, tendo sido o negociador do acordo de reajuste salarial entre a Mercedes-Benz e o sindicato.
Cláudio Roberto, Djalma Bom e Devanir Ribeiro representaram o sindicato no congresso mundial da Federação Internacional dos Trabalhadores Metalúrgicos onde denunciaram a repressão das indústrias ao movimento sindical no ABC Paulista.
Posteriormente, em julho de 1979, durante um ato das greves ocorridas no ABC, chefes de seção da Termomecanica São Paulo agrediram diante da imprensa os diretores do Sindicato dos Metalúrgicos Djalma Bom, Expedito Soares Batista, Manoel Anísio e Severino Soares Batista. 
Por sua participação nas greves, foi detido pela primeira vez em 1980 pelo Departamento de Ordem Política e Social.
Por sua atuação sindical, foi enquadrado pela Ditadura militar brasileira na Lei de Segurança Nacional junto a outros doze dirigentes do Sindicato dos Metalúrgicos do ABC (incluindo Lula), presidente do sindicato) e condenado a três anos e seis meses de prisão.

### Política
Após a promulgação da Lei da Anistia e da reabertura política, dirigentes sindicais do ABC participaram das discussões com políticos, intelectuais, artistas e católicos do movimento de Teologia da Libertação para a fundação de um partido político que os representasse na política brasileira. Em 10 de fevereiro de 1980 foi fundado o Partido dos Trabalhadores (PT).  
Um dos fundadores do novo partido, Djalma Bom juntou-se a Devanir Ribeiro na coordenação e montagem do diretório paulista do PT.